# علم التصنيف (أحياء)

علم التصنيف(باللاتينية: Taxinomia، عن اليونانية القديمة: τάξις الترتيب وνόμος المنهج) هو علم يُعنى بتسمية وتعريف وتصنيف الكائنات الحية. يرتبط علم التصنيف بشكل وثيق بما يسمى التصنيف العلمي للأحياء.
غالبا ما تكون التصنيفات الحيوية متسلسلة هرميا ترسم بشكل أشجار، أو تمثل أحيانا بشكل مخططات علاقاتية بدلا من مخططات هرمية، فتمثل ببنى شبكية. بعض التصنيفات قد تحوي طفل وحيد لعدة أسلاف فمثلا السيارة في مخطط علاقاتي قد تظهر تحت مركبة وآليات فولاذية. كما يمكن ان يكون ذو تنظيم بسيط يرتب الأغراض في مجموعات بسيطة، أو حتى حسب الترتيب الأبجدي.

## التصنيف القديم

### تصنيفأرسطو
- أول من بدأ في تصنيف الكائنات إلى مراتب منظمة كان الفيلسوف اليوناني أرسطو(322-394 ق م) وتلميذه ثيوفراستص أول من قام بوضع نظام تصنيف للمخلوقات الحية. فقسم المخلوقات الحية إلى حيوانات ونباتات، ثم صنف الحيوانات تبعا لوجود الدم الأحمر من عدمه، وفي مرحلة لاحقة صنفها تبعا لأشكالها. أما النباتات فقد صنفها حسب حجمها وترتيبها إلى أشجار وشجيرات وأعشاب.

### تصنيف جون راي John Ray
يعتبر جون راي أول من حاول تصنيف النباتات والحيوانات على أساس علمي هو التشابه والاختلاف في الصفات الخارجية(المورفولوجية). وهو أيضًا عرف النوع واعتبره الوحدة الأساسية للتصنيف.

### تصنيف كارلوس لينيوس
قام العالم السويدي كارلوس لينيوس (1707-1778 م) بتوسيع نظام تصنيف أرسطو، واستخدم نفس طريقة تصنيف أرسطو تبعا للفروق بين المخلوقات في الشكل والسلوك والبيئة ومنذ تصنيف لينيوس اعتمد نظامه باعتباره أول نظام رسمي للتصنيف
- مبادئ لينيوس في التصنيف

1. التسمية الثنائية: هي طريقة لينيوس في تسمية المخلوقات وتسمى التسمية الثنائية. التسمية الثنائية تعطي كل نوع اسما علميا مكونا من جزئين هما اسم الجنس واسم النوع. وقد استخدمت اللغة اللاتينية كأساس للتسمية.

وضع العالم لينيوس قواعد للتسمية الثنائية هي:
- يكتب الحرف الأول من اسم الجنس حرفا كبيرا، بينما تكتب بقية الأحرف صغيرة
- إذا كُتب في الكتب أو المجلات يجب أن يكتب بخط مائل
- إذا كُتب بخط اليد يجب وضع خط تحت اجزائه جميعها
- بعد أن يكتب الاسم العلمي كاملاً في المرة الأولى، يمكن عند ظهوره في المرات التالية اختصار اسم الجنس باستخدام الحرف الأول منه، أما اسم النوع فيكتب كاملاً

## مستويات التصنيف
يتم ترتيب الكائنات الحية إلى مجموعات بناء على خصائصها، فالتصنيف الذي يستخدمه العلماء هو جزء من نظام هرمي متسلسل تقع فيه كل فئة ضمن الأخرى:
- النوع species يعرف بأنه مجموعة من الكائنات الحية المتشابهة في الشكل والتكيف وقادرة على التزاوج بينها وإنتاج جيل خصب في الظروف الطبيعية
- اما الجنس genus فيعرف بانه مجموعة من الأنواع أكثر ترابطا وتشابها وتشترك في اصل واحد
- الفصيلة Family  وهي المرتبة الأعلى بعد الجنس وتتكون من اجناس متشابهة ومتقاربة فيما بينها
- الرتبة order  وهي تضم عائلات متقاربة
- الطائفة class  تضم رتبا ذات علاقة مع بعضها البعض
- الشعبة phylum  تضم طوائف متشابهة
- المملكة kingdom وكانت تعد اوسع مراتب التصنيف لكن مرتبة أخرى اضيفت وهي مرتبة فوق المملكة domain

### مثال القطة
- المملكة: حيوانات متعددة الخلايا
- الشعبة: الحبليات
- شعبة تحتية: فقاريات
- الصف: فقاريات رباعية الأطراف
- الطائفة: ثدييات
- الرتبة: حيوان مفترس
- العائلة الكبرى: قططي
- العائلة: قطة
- الجنس: قطة برية من العالم القديم
- النوع: قطة برية
- نوع تحتي: قطة منزلية

### تصنيف حديث مكمل
تم اعتماد هذا التصنيف منذ اقل من عقدين من الزمن، بعد أن تم اكتشاف مخلوقات حية جديدة في السبعينيات من القرن الماضي. كانت المخلوقات بدائية النوى وحيدة الخلية وسماها العلماء البكتيريا البدائية، وبينت الكيمياء الحيوية ان البكتيريا البدائية لا تشبه البدائية النوى المعروفة آنذاك - أي البكتيريا - ولذلك أضافوا 3 فوق ممالك  عام 1990 إلى النظام السابق:
- تم في هذا التصنيف إضافة 3 فوق ممالك وهي:

1. فوق مملكة البدائيات وتضم مملكة البكتيريا البدائية
2. فوق مملكة البكتيريا وتضم مملكة البكتيريا الحقيقية
3. فوق مملكة حقيقة النوى وتضم 4 ممالك هي: مملكة الطلائعيات ومملكة الفطريات ومملكة الحيوانات والمملكة النباتية

### الفيروسات
لم يتم وضع الفايروسات ضمن نظام التصنيف هذا بل استحدث نظام خاص لها لوضعها في مجموعات متعلقة.

## جدول أنظمة التصنيف الحيوية المشهورة
| لينيوس 1735   | هيكل 1866 | شاتون 1925    | كوبلاند 1938 | ويتيكر 1969 | ووز وآخرون 1990 | كافلييه-سميث 1998     | كافلييه-سميث 2015     |
| ------------- | --------- | ------------- | ------------ | ----------- | --------------- | --------------------- | --------------------- |
| مملكتان       | 3 ممالك   | إمبراطوريتان  | 4 ممالك      | 5 ممالك     | 3 نطاقات        | إمبراطوريتان، 6 ممالك | إمبراطوريتان، 7 ممالك |
| (لم يتطرق له) | طلائعيات  | بدائيات النوى | وحدانات      | وحدانات     | بكتيريا         | بكتيريا               | بكتيريا               |
| (لم يتطرق له) | طلائعيات  | بدائيات النوى | وحدانات      | وحدانات     | عتائق           | بكتيريا               | عتائق                 |
| (لم يتطرق له) | طلائعيات  | حقيقيات النوى | طلائعيات     | طلائعيات    | حقيقيات النوى   | أوليات                | أوليات                |
| (لم يتطرق له) | طلائعيات  | حقيقيات النوى | طلائعيات     | طلائعيات    | حقيقيات النوى   | أسناخ صبغية           | أسناخ صبغية           |
| نباتات        | نباتات    | حقيقيات النوى | نباتات       | نباتات      | حقيقيات النوى   | نباتات                | نباتات                |
| نباتات        | نباتات    | حقيقيات النوى | نباتات       | فطريات      | حقيقيات النوى   | فطريات                | فطريات                |
| حيوانات       | حيوانات   | حقيقيات النوى | حيوانات      | حيوانات     | حقيقيات النوى   | حيوانات               | حيوانات               |

## وصلات خارجية
- شجرة الحياة
- BioLib
- NCBI علم التصنيف